# Kanjoning
Kanjoning (od engleske riječi "Canyoning", u SAD-u i "canyoneering") označava put kroz kanjon uz korištenje različitih tehnika, koje mogu uključivati hodanje, penjanje, skakanje i/ili plivanje te druge aktivnosti.
Iako se obično hodanje niz kanjon često naziva kanjoning, u užem smislu ova aktivnost uključuje tehničko spuštanje, koje zahtijeva planinarsku opremu.
Kanjoning često zahtijeva posebne vještine kao što su navigacija, traženje ruta i druge stvari vezane za putovanje kroz divljinu.
Kanjoni najbolji za kanjoning su oni koji su urezani u kameni bedrok, i koji tvore uske klance s brojnim padovima, lijepo izrezbarenim zidovima kanjona i spektakularnim slapovima. 

## Vanjske poveznice
- Međunarodna udruga profesionalnih vodiča kanjoninga (njem.)

### Ostali projekti
|  | Zajednički poslužitelj ima još gradiva o temi Kanjoning |